# Мілоциці-Малі
Мілоциці-Малі (пол. Miłocice Małe) — село в Польщі, у гміні Єльч-Лясковиці Олавського повіту Нижньосілезького воєводства.
Населення — 116 осіб (2011).
У 1975-1998 роках село належало до Вроцлавського воєводства.

## Демографія
Демографічна структура станом на 31 березня 2011 року:
|          | Загалом | Допрацездатний вік | Працездатний вік | Постпрацездатний вік |
| -------- | ------- | ------------------ | ---------------- | -------------------- |
| Чоловіки | 55      | 12                 | 36               | 7                    |
| Жінки    | 61      | 10                 | 39               | 12                   |
| Разом    | 116     | 22                 | 75               | 19                   |